# Doriane Vidal
Doriane Vidal (Limoges, 16 april 1976) is een voormalig snowboardster uit Frankrijk. Ze vertegenwoordigde haar vaderland op de Olympische Winterspelen 1998 in Nagano, de Olympische Winterspelen 2002 in Salt Lake City en de Olympische Winterspelen 2006 in Turijn.
Tegenwoordig heeft Vidal samen met haar vader een wijngaard waar ze hun eigen wijn produceren.

## Resultaten

### Snowboarden

#### Olympische Winterspelen
| Jaar | Plaats         | Resultaten   |
| ---- | -------------- | ------------ |
| 1998 | Nagano         | 12e Halfpipe |
| 2002 | Salt Lake City | Halfpipe     |
| 2006 | Turijn         | 8e Halfpipe  |

### Wereldkampioenschappen
| Jaar | Plaats               | Resultaten   |
| ---- | -------------------- | ------------ |
| 1997 | San Candido          | 15e Halfpipe |
| 1999 | Berchtesgaden        | Halfpipe     |
| 2001 | Madonna di Campiglio | Halfpipe     |
| 2003 | Kreischberg          | Halfpipe     |
| 2005 | Whistler Blackcomb   | Halfpipe     |

#### Wereldbeker
Eindklasseringen
| Seizoen   | Algemeen           | Halfpipe           |
| --------- | ------------------ | ------------------ |
| 1996/1997 | 40e 227,00 punten  | 15e 1360,00 punten |
| 1997/1998 | 10e 621,00 punten  | · 4970,00 punten   |
| 1998/1999 | 12e 738,00 punten  | · 5900,00 punten   |
| 2000/2001 | 38e 263,00 punten  | 8e 23670,00 punten |
| 2001/2002 | -                  | 15e 1550,00 punten |
| 2003/2004 | -                  | 62e 80,00 punten   |
| 2004/2005 | -                  | 9e 1650,00 punten  |
| 2005/2006 | 17e 3000,00 punten | 5e 3000,00 punten  |

Wereldbekerzeges
| Datum         | Plaats          | Onderdeel |
| ------------- | --------------- | --------- |
| 16 maart 1997 | Morzine-Avoriaz | Halfpipe  |
| 4 maart 1998  | Morzine-Avoriaz | Halfpipe  |
| 4 maart 1998  | Morzine-Avoriaz | Halfpipe  |
| 13 maart 1998 | Tandådalen      | Halfpipe  |